# Ludovic Subran
 (novembre 2023).
L'article doit être relu — et modifié si nécessaire — par des contributeurs indépendants pour apporter un regard critique aux contributions effectuées en violation des conditions d'utilisation de Wikipédia, tant sur la forme (notamment concernant le style encyclopédique, la proportionnalité) que sur le fond (la neutralité de point de vue, la qualité et l'indépendance des sources).
 (novembre 2023).
La mise en forme du texte ne suit pas les recommandations de Wikipédia : il faut le « wikifier ».
Les points d'amélioration suivants sont les cas les plus fréquents. Le détail des points à revoir est peut-être précisé sur la page de discussion.
- Les titres sont pré-formatés par le logiciel. Ils ne sont ni en capitales, ni en gras.
- Le texte ne doit pas être écrit en capitales (les noms de famille non plus), ni en gras, ni en italique, ni en « petit »…
- Le gras n'est utilisé que pour surligner le titre de l'article dans l'introduction, une seule fois.
- L'italique est rarement utilisé : mots en langue étrangère, titres d'œuvres, noms de bateaux, etc.
- Les citations ne sont pas en italique mais en corps de texte normal. Elles sont entourées par des guillemets français : « et ».
- Les listes à puces sont à éviter, des paragraphes rédigés étant largement préférés. Les tableaux sont à réserver à la présentation de données structurées (résultats, etc.).
- Les appels de note de bas de page (petits chiffres en exposant, introduits par l'outil «  Source ») sont à placer entre la fin de phrase et le point final[comme ça].
- Les liens internes (vers d'autres articles de Wikipédia) sont à choisir avec parcimonie. Créez des liens vers des articles approfondissant le sujet. Les termes génériques sans rapport avec le sujet sont à éviter, ainsi que les répétitions de liens vers un même terme.
- Les liens externes sont à placer uniquement dans une section « Liens externes », à la fin de l'article. Ces liens sont à choisir avec parcimonie suivant les règles définies. Si un lien sert de source à l'article, son insertion dans le texte est à faire par les notes de bas de page.
- La présentation des références doit suivre les conventions bibliographiques. Il est recommandé d'utiliser les modèles {{Ouvrage}}, {{Chapitre}}, {{Article}}, {{Lien web}} et/ou {{Bibliographie}}. Le mode d'édition visuel peut mettre en forme automatiquement les références.
- Insérer une infobox (cadre d'informations à droite) n'est pas obligatoire pour parachever la mise en page.

Pour une aide détaillée, merci de consulter Aide:Wikification.
Si vous pensez que ces points ont été résolus, vous pouvez retirer ce bandeau et améliorer la mise en forme d'un autre article.
 (novembre 2023).
Ludovic Subran est un économiste français né le 5 septembre 1981. Il est directeur des investissements et économiste en chef du groupe Allianz. Auparavant économiste en chef d'Allianz Trade (anciennement Euler Hermes). Il est membre du Conseil d'analyse économique (CAE) auprès du Premier Ministre, et depuis 2016, Conseiller du Commerce Extérieur de la France.
Ludovic Subran est Senior Fellow à l’Université d’Harvard. Il est sélectionné comme Young Global Leader du Forum économique mondial en 2020. Il est aussi Millennium Fellow de l'Atlantic Council, et David Rockefeller Fellow de la Commission trilatérale.

## Formation
Ludovic Subran est diplômé de l'École nationale de la statistique et de l'analyse de l'information et de l'Institut d'études politiques de Paris. Il est également titulaire d'un Executive Education Certificate des universités de Harvard et de Stanford.
Il enseigne l'économie à HEC et à Institut d'études politiques de Paris. Auparavant, il a enseigné à la Harvard Kennedy School.

## Carrière
Après ses études, Subran commence sa carrière en 2002 à l'Institut national de la statistique et des études économiques, où il est enseignant-chercheur en économétrie, directeur adjoint des études de l'École nationale de la statistique et de l'analyse de l'information, puis responsable des prévisions de croissance et d'inflation à court terme pour la France et la zone euro. Il développe une expertise en matière de diagnostic économique pour les économies avancées.
En 2006, il rejoint le Programme alimentaire mondial des Nations unies à Rome comme conseiller économique de la directrice exécutive, où il participe au développement et à la mise en œuvre de l'aide humanitaire pendant la crise alimentaire de 2007-2008.
En 2008, il rejoint la Banque Mondiale à Washington comme économiste et chef de mission, notamment en Amérique Latine et en Afrique. Il développe des programmes d’appui budgétaire et de soutien à la crise financière dans le domaine de la protection sociale notamment. En 2010, il fait partie de l’équipe de réponse d’urgence au séisme en Haïti.  
Il rejoint le groupe Allianz en 2012, d’abord dans sa filiale d’assurance-crédit, puis aux investissents, enfin au groupe. Il a aussi été membre du conseil d'administration de Solunion, coentreprise pour l'Espagne et l'Amérique latine entre Allianz Trade et Mapfre. 
Ludovic Subran a occupé ou occupe plusieurs postes au sein de conseils stratégiques chez EY France (2015-2019),, à la Banque publique d'investissement (depuis 2015) ou encore au Monaco Economic Board (depuis 2016). Il a également été senior advisor chez McLarty Associates.
Par ailleurs, il siège au conseil d'administration d'organisations non gouvernementales, dont l'Institut Aspen en France (depuis 2015),, BSI Economics (depuis 2017), et Mercy Corps (depuis 2021), l'une des plus grandes ONG humanitaires au monde. Auparavant, il a été membre du conseil d'administration de Women in Africa Initiative,. Il est cofondateur et membre du conseil d'administration de Recherches et Solidarités (2004-2019), un think-tank spécialisé dans la philanthropie en France.
Il est souvent cité pour ses analyses économiques et financières dans le Financial Times, le Frankfurter Rundschau, L'Opinion .  Il intervient régulièrement sur BFMTV dans l'émission Les Experts de Nicolas Doze,, sur Bloomberg ou CNBC. Il est chroniqueur pour Les Échos et le FAZ.

## Distinctions
- Chevalier de l’ordre national du mérite (2021)[34]
- Young Global Leader du Forum économique mondial (2020)[3]
- Atlantic Council Millennium Fellow (2019)[35]
- Young Leader of the French American Foundation (2015-2016)[36]

## Publications

### Livres
- L’export fait vivre (2025)[37]
- Investing in a changing climate: Navigating challenges and opportunities (co-auteur, Springer Nature Switzerland, 2023)[38]
- L’économie décryptée (2022)[39]
- Je comprends enfin l'Économie (2020)[40]
- Désordre dans les Monnaies (participation, 2015)[41]
- Hunger and Markets (co-auteur, WFP 2006)[42]

## Articles académiques
- Williams, A., Cheston, T., Coudouel, A. & Subran, L. (2013). "Tailoring social protection to small island developing states: lessons learned from the Caribbean" Social Protection Discussion Papers and Notes 80105, The World Bank[43].
- Dorosh, P. A., & Subran, L. (2011). Food Aid, External Trade and Domestic Markets: Implications for Food Security in Darfur. Review of Market Integration, 3(2), 161–179[44].
- Brinkman, H. J., de Pee, S., Sanogo, I., Subran, L., & Bloem, M. W. (2010). High food prices and the global financial crisis have reduced access to nutritious food and worsened nutritional status and health. The Journal of nutrition, 140(1), 153S–61S[45].
- Bem, J., Mba, M. & Subran, L. (2008). 7. Précision des indicateurs de niveau de vie de l’enquête ECAM 2. Dans : , Méthodes de sondage (pp. 209-214). Paris: Dunod[46].